# Cumbok Niwa
Cumbok Niwa is een bestuurslaag in het regentschap Pidie van de provincie Atjeh, Indonesië. Cumbok Niwa telt 628 inwoners (volkstelling 2010).